# Mowdish Range
Mowdish Range är ett berg i Kanada.   Det ligger i provinsen British Columbia, i den centrala delen av landet, 3 300 km väster om huvudstaden Ottawa. Toppen på Mowdish Range är 1 820 meter över havet.
Terrängen runt Mowdish Range är bergig.Trakten runt Mowdish Range är nära nog obefolkad, med mindre än två invånare per kvadratkilometer.. Det finns inga samhällen i närheten.
Trakten runt Mowdish Range består i huvudsak av gräsmarker.